# Ahtriskeloik
Ahtriskeloik, auch Kõve lõugas und Adriska järv, ist ein natürlicher See in der Landgemeinde Saaremaa im Kreis Saare auf der größten estnischen Insel Saaremaa. 800 Meter vom 4,1 Hektar großen See entfernt liegt der Ort Karala und 50 Meter entfernt liegt die Ostsee.